# Дріс ван Агт
Андреас (Дріс) Антоніус Марія ван Агт (нід. Andreas Antonius Maria (Dries) van Agt; 2 лютого 1931 — 5 лютого 2024) — нідерландський політик, очолював партію Християнсько-демократичний заклик. Прем'єр-міністр Нідерландів з 19 грудня 1977 до 4 листопада 1982 року.

## Життєпис

### Раннє життя
Отримав середню освіту в Ейндховені, і вищу освіту на юридичному факультеті Університету в Неймегені.
Після закінчення університету в 1955 приступив до юридичної практики в Ейндховені, а в 1957 вступив на державну службу роботу в міністерство сільського господарства і рибних ресурсів Нідерландів. У 1962 перейшов на роботу в міністерство юстиції.
У 1968–1971 — на викладацькій роботі, професор кримінального права в Університеті Неймегена. З 1971 знову на державній службі, зокрема у 1971–1977 — міністр юстиції, у 1973–1977 одночасно заступник прем'єр-міністра. У 1976–1982 — голова Католицької народної партії.

### Прем'єр-міністр Нідерландів
Після розпаду в 1977 урядової коаліції три християнські партії Нідерландів, в тому числі, партія, очолювана ван Агтом, об'єдналися в блок Християнсько-демократичний заклик (у 1980 перетворений в однойменну політичну партію). Коаліцію очолив ван Агт, який за підсумками виборів зміг сформувати уряд. Прем'єр-міністр Нідерландів в 1977–1982. Уряд ван Агта, володіючи мінімальною більшістю у Другій палаті, проводив збалансований курс, уникаючи різких змін у внутрішній і зовнішній політиці. Воно пішло на деяке обмеження витрат на соціальні потреби, освіту та охорону здоров'я, а також одночасно збільшив видатки на оборону. Основні суперечки в політичних колах країни в цей період викликало питання про розміщення на території Нідерландів американських ядерних ракет середньої дальності. Опозиційні Партія праці та інші ліві партії рішуче критикували ці плани. Супротивники ракет організували потужні демонстрації протесту. На виборах, що відбулися в травні 1981, правляча коаліція втратила більшість у парламенті. У вересні 1981 ван Агту вдалося сформувати новий лівоцентристський уряд із представників Християнсько-демократичного заклику, Партії праці і партії Демократи 66. Однак, у жовтні воно зіткнулося з кризою через розбіжності з питання фінансування плану зі зниження рівня безробіття. У травні 1982 кабінет покинули представники Партії праці, протестуючи проти заходів жорсткої економії в соціально-економічній сфері. Після проведення дострокових виборів було сформовано уряд Рудольфуса Любберса.

### Політична кар'єра після відставки
Королівський комісар в провінції Північний Брабант в 1983–1987. Представник ЄС в Японії в 1987–1989, у США в 1989–1995. Після відходу з офіційних постів продовжував брати активну участь у міжнародній політиці, зокрема, багато сил приділяв процесу врегулювання палестино-ізраїльського конфлікту. Критикував уряд Нідерландів за «проізраїльські позиції», висловлює жаль у зв'язку з бойкотом організації ХАМАС.

### Останні роки життя
У 2019 році Ван Агт переніс крововилив в мозок, в результаті якого так і не оговтався повністю. За повідомленням The Guardian, Дріс ван Агт помер 5 лютого 2024 року у віці 93 років шляхом евтаназії разом зі своєю дружиною Євгенією.